# Eliteserien (pallavolo maschile)
L'Eliteserien è la massima serie del campionato norvegese di pallavolo maschile: al torneo partecipano sette squadre di club norvegesi e la squadra vincitrice si fregia del titolo di campione di Norvegia.

## Albo d'oro
| Anno                                                      | Podio                                                                        | Podio                                                                        | Podio                                                                        |
| Campione                                                  | Seconda                                                                      | Terza                                                                        |                                                                              |
| --------------------------------------------------------- | ---------------------------------------------------------------------------- | ---------------------------------------------------------------------------- | ---------------------------------------------------------------------------- |
| Dal 1972 al 1990 la competizione è denominata 1. divisjon |                                                                              |                                                                              |                                                                              |
| 1972-73 Dettagli                                          | OSI                                                                          | KFUM Ålesund                                                                 | Dristug                                                                      |
| 1973-74 Dettagli                                          | OSI                                                                          | KFUM Ålesund                                                                 | BSI                                                                          |
| 1974-75 Dettagli                                          | OSI                                                                          | KFUM Volda                                                                   | BSI                                                                          |
| 1975-76 Dettagli                                          | BSI                                                                          | OSI                                                                          | NTHI                                                                         |
| 1976-77 Dettagli                                          | OSI                                                                          | Sandnes                                                                      | KFUM Volda                                                                   |
| 1977-78 Dettagli                                          | OSI                                                                          | KFUM Ålesund                                                                 | KFUM Oslo                                                                    |
| 1978-79 Dettagli                                          | BSI                                                                          | OSI                                                                          | Sandnes                                                                      |
| 1979-80 Dettagli                                          | BSI                                                                          | KFUM Volda                                                                   | KFUM Oslo                                                                    |
| 1980-81 Dettagli                                          | KFUM Oslo                                                                    | KFUM Ålesund                                                                 | KFUM Volda                                                                   |
| 1981-82 Dettagli                                          | Tromsø                                                                       | KFUM Oslo                                                                    | Hellerasten                                                                  |
| 1982-83 Dettagli                                          | Tromsø                                                                       | Hellerasten                                                                  | KFUM Volda                                                                   |
| 1983-84 Dettagli                                          | Hellerasten                                                                  | Tromsø                                                                       | KFUM Volda                                                                   |
| 1984-85 Dettagli                                          | Tromsø                                                                       | KFUM Volda                                                                   | Ulriken                                                                      |
| 1985-86 Dettagli                                          | Hellerasten                                                                  | KFUM Volda                                                                   | Ulriken                                                                      |
| 1986-87 Dettagli                                          | Ulriken                                                                      | Randaberg                                                                    | -                                                                            |
| 1987-88 Dettagli                                          | Ulriken                                                                      | KFUM Volda                                                                   | -                                                                            |
| 1988-89 Dettagli                                          | Ulriken                                                                      | Kolbotn                                                                      | -                                                                            |
| 1989-90 Dettagli                                          | Randaberg                                                                    | Båtsfjord                                                                    | -                                                                            |
| Dal 1990 la competizione è denominata Eliteserien         |                                                                              |                                                                              |                                                                              |
| 1990-91 Dettagli                                          | Skien                                                                        | Kolbotn                                                                      | -                                                                            |
| 1991-92 Dettagli                                          | Kolbotn                                                                      | Randaberg                                                                    | -                                                                            |
| 1992-93 Dettagli                                          | Skien                                                                        | Åsheim                                                                       | Randaberg                                                                    |
| 1993-94 Dettagli                                          | Skien                                                                        | Randaberg                                                                    | Båtsfjord                                                                    |
| 1994-95 Dettagli                                          | Båtsfjord                                                                    | KFUM Oslo                                                                    | Randaberg                                                                    |
| 1995-96 Dettagli                                          | Båtsfjord                                                                    | Nyborg                                                                       | Åsheim                                                                       |
| 1996-97 Dettagli                                          | Nyborg                                                                       | Båtsfjord                                                                    | Askim                                                                        |
| 1997-98 Dettagli                                          | Askim                                                                        | Mosjøen                                                                      | Nyborg                                                                       |
| 1998-99 Dettagli                                          | Mosjøen                                                                      | Askim                                                                        | Nyborg                                                                       |
| 1999-00 Dettagli                                          | Nyborg                                                                       | Mosjøen                                                                      | Kristiansund                                                                 |
| 2000-01 Dettagli                                          | Kristiansund                                                                 | Nyborg                                                                       | Brøstadbotn                                                                  |
| 2001-02 Dettagli                                          | Nyborg                                                                       | Kristiansund                                                                 | Sortland                                                                     |
| 2002-03 Dettagli                                          | Kristiansund                                                                 | Tromsø                                                                       | Randaberg                                                                    |
| 2003-04 Dettagli                                          | Tromsø                                                                       | NTNUI                                                                        | Kristiansund                                                                 |
| 2004-05 Dettagli                                          | Nyborg                                                                       | Tromsø                                                                       | Randaberg                                                                    |
| 2005-06 Dettagli                                          | Kristiansund                                                                 | Tromsø                                                                       | Nyborg                                                                       |
| 2006-07 Dettagli                                          | Tromsø                                                                       | Nyborg                                                                       | -                                                                            |
| 2007-08 Dettagli                                          | Førde                                                                        | Nyborg                                                                       | Tromsø                                                                       |
| 2008-09 Dettagli                                          | Nyborg                                                                       | Randaberg                                                                    | Førde                                                                        |
| 2009-10 Dettagli                                          | Nyborg                                                                       | Førde                                                                        | Randaberg                                                                    |
| 2010-11 Dettagli                                          | Nyborg                                                                       | Randaberg                                                                    | Førde                                                                        |
| 2011-12 Dettagli                                          | Nyborg                                                                       | Førde                                                                        | Kristiansund                                                                 |
| 2012-13 Dettagli                                          | Førde                                                                        | Nyborg                                                                       | Randaberg                                                                    |
| 2013-14 Dettagli                                          | Nyborg                                                                       | Førde                                                                        | Randaberg                                                                    |
| 2014-15 Dettagli                                          | Nyborg                                                                       | Tromsø                                                                       | Randaberg                                                                    |
| 2015-16 Dettagli                                          | Førde                                                                        | Nyborg                                                                       | NTNUI                                                                        |
| 2016-17 Dettagli                                          | Førde                                                                        | Tromsø                                                                       | -                                                                            |
| 2017-18 Dettagli                                          | Viking                                                                       | Førde                                                                        | -                                                                            |
| 2018-19 Dettagli                                          | Førde                                                                        | Randaberg                                                                    | -                                                                            |
| 2019-20 Dettagli                                          | Viking                                                                       | Koll                                                                         | Førde                                                                        |
| 2020-21 Dettagli                                          | Non assegnato a causa del diffondersi della pandemia di COVID-19 in Norvegia | Non assegnato a causa del diffondersi della pandemia di COVID-19 in Norvegia | Non assegnato a causa del diffondersi della pandemia di COVID-19 in Norvegia |
| 2021-22 Dettagli                                          | Koll                                                                         | Viking                                                                       | NTNUI                                                                        |
| 2022-23 Dettagli                                          | Viking                                                                       | Koll                                                                         | Førde                                                                        |
| 2023-24 Dettagli                                          | Koll                                                                         | Viking                                                                       | Randaberg                                                                    |

## Palmarès
| Squadra      | Titolo | Edizione |
| ------------ | ------ | --- |
| Viking       | 14     | 1996-97, 1999-00, 2001-02, 2004-05, 2008-09, 2009-10, 2010-11, 2011-12, 2013-14, 2014-15, 2015-16, 2017-18, 2019-20, 2022-23 |
| OSI          | 5      | 1972-73, 1973-74, 1974-75, 1976-77, 1977-78                                                                                  |
| Tromsø       | 5      | 1981-82, 1982-83, 1984-85, 2003-04, 2006-07                                                                                  |
| Førde        | 4      | 2007-08, 2012-13, 2016-17, 2018-19                                                                                           |
| BSI          | 3      | 1975-76, 1978-79, 1979-80 |
| Ulriken      | 3      | 1986-87, 1987-88, 1988-89 |
| Skien        | 3      | 1990-91, 1992-93, 1993-94 |
| Kristiansund | 3      | 2000-01, 2002-03, 2005-06 |
| Hellerasten  | 2      | 1983-84, 1985-86 |
| Båtsfjord    | 2      | 1994-95, 1995-96 |
| Koll         | 2      | 2021-22, 2023-24 |
| KFUM Oslo    | 1      | 1980-81 |
| Randaberg    | 1      | 1989-90 |
| Kolbotn      | 1      | 1991-92 |
| Askim        | 1      | 1997-98 |
| Mosjøen      | 1      | 1998-99 |